# Paweł Czempiński
Paweł Czempiński (Czenpiński) herbu Lew z Laurem (ur. 1755 w Warszawie, zm. 8 sierpnia 1793) – lekarz, zoolog, autor pierwszych podręczników szkolnych w języku polskim.

## Życiorys
Urodzony jako syn Jana Czempińskiego, lekarza i sekretarza królewskiego. Gdy Paweł rozpoczął wiek szkolny, ojciec oddał go do szkół jezuickich do których sam niegdyś uczęszczał. Pobierając w nich naukę miał możliwość najlepszego wykształcenia, jakie mogły dać wówczas szkoły średnie. Środowisko domowe i otoczenie sprzyjały dobremu wychowaniu i wszechstronnemu wykształceniu Pawła. Kamienica Czempińskich, a zarazem ich dom był urządzony na sposób europejski. Życie towarzyskie w nim kwitło. Po ukończeniu szkoł jezuickich, ojciec postanowił poświęcić go zawodowi lekarskiemu, posłał go na wydział medyczny uniwersytetu wiedeńskiego które rozpoczął w 1772 roku. Tu również odbywali studia starsi koledzy Pawła Czempińskiego i osiągnęli stopnie doktorskie: Jakub Kostrzewski, syn wziętego i poważanego lekarza warszawskiego Chryzostoma Nepomucena, oraz Jan Jaśkiewicz, następnie wielki przyjaciel Pawła. Młodszym kolegą był Józef Filipecki, który przybył do Wiednia w 1774 roku. Został promowany na doktora medycyny 13 kwietnia 1778 r. przez profesora Jacquin’a. Był pracownikiem Towarzystwa do Ksiąg Elementarnych, związany z Komisją Edukacji Narodowej, gdzie opracował pierwsze polskie podręczniki szkolne. Podczas przerwy wakacyjnej w posiedzeniach Towarzystwa do Ksiąg Elementarnych, Dr. P. Czempiński przystąpił do pracy, do której był specjalnie powołany, a mianowicie do pisania książki elementarnej o człowieku i zachowaniu zdrowia. Naukę tę wprowadzili pijarzy do programów szkolnych.
W 1782 roku odbył podróż z lekarzem, Janem Jaśkiewiczem, dotyczącą obserwacji geologicznych i botanicznych na południowo-wschodnim obrzeżeniu Gór Świętokrzyskich i w okolicach Krakowa. Przerwę wakacyjną w 1783, zużytkował na podróż do Wilna na Litwie miała charakter zbliżony do poprzedniej. Ekspedycja w tamte strony nasuwała możność obejrzenia najbogatszych i najciekawszych zbiorów muzealnych w Polsce: ks. Jabłonowskiej w Siemiatyczach, ks. Kluka w Ciechanowcu, Giliberta początkowo w Grodnie, a następnie w Wilnie.
Był inicjatorem oraz założycielem Warszawskiej Szkoły Anatomii i Chirurgii. Pisał również na tematy związane z górnictwem oraz hutnictwem.
Był członkiem konfederacji targowickiej, delegowanym przez nią do zasiadania w Towarzystwie do Ksiąg Elementarnych. Od 1769 roku związany z wolnomularstwem.

## Dzieła
Był autorem publikacji związanych z zoologią, głównie podręczników szkolnych, które opracował z innym polskim przyrodnikiem Janem Krzysztofem Klukiem:
- Botanika dla szkół narodowych 1785
- Zoologia, czyli zwierzętopismo, dla szkół narodowych 1789